# Stroma (mycologie)
Pour les articles homonymes, voir Stroma.

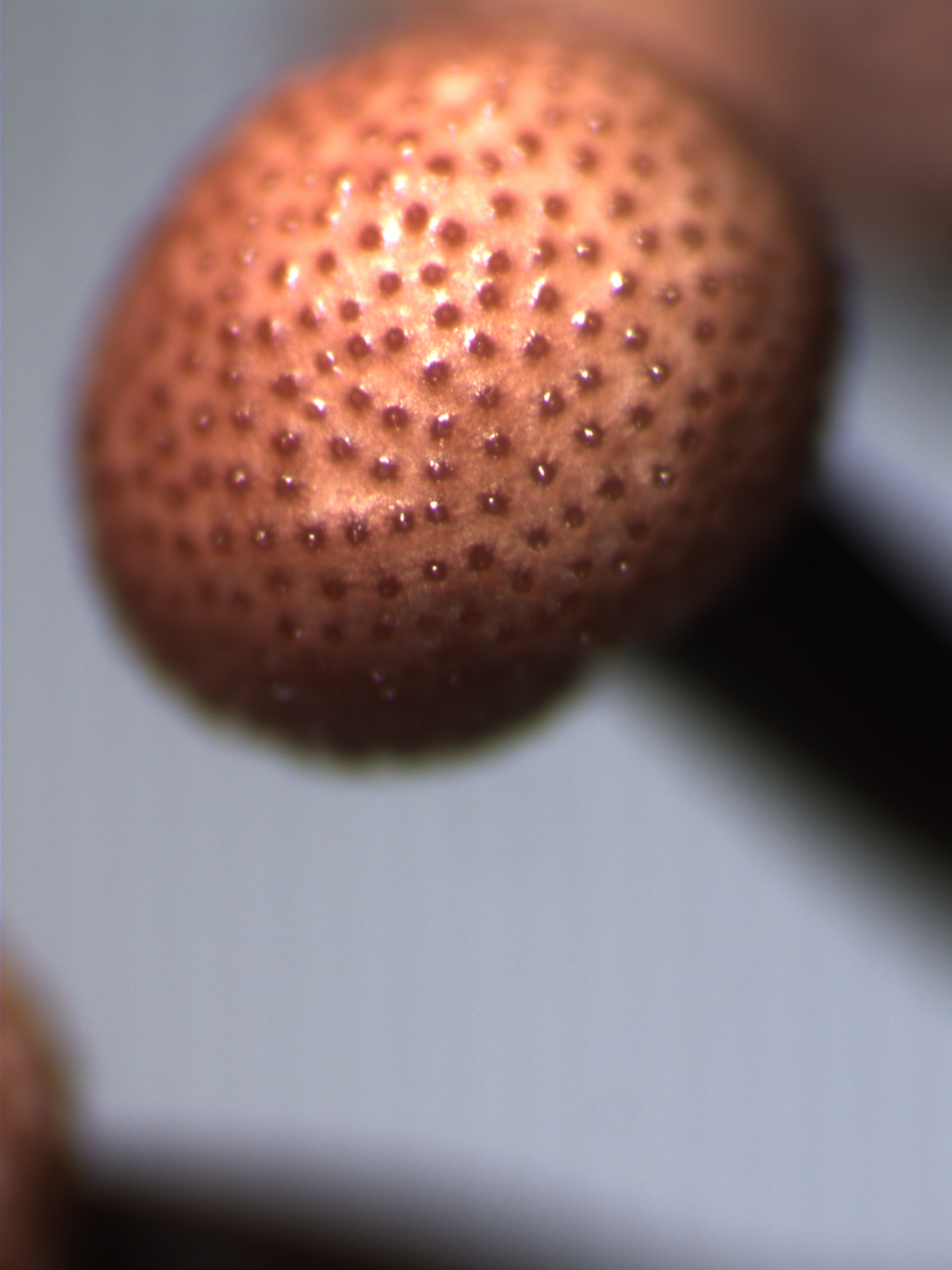
Stroma de Claviceps purpurea présentant en surface des périthèces et leur ostiole.

Un stroma est, chez les champignons ascomycètes, un organe formé d'un agglomérat d'hyphes non dicaryotiques dans lequel se réalise la sexualité et l'élaboration des organes de fructification (ascocarpes), qui vont se placer à sa surface et libérer des ascospores. Ce peut être également un organe support pour les conidiophores.